# Carabus monilis
Carabus monilis es una especie de coleóptero adéfago perteneciente a la familia Carabidae. Habita en Europa, donde se ha observado en Austria, Bélgica, islas británicas,  Francia, Alemania, Irlanda,  Italia, Liechtenstein, Luxemburgo,  Noruega, España, Suiza, y Países Bajos.

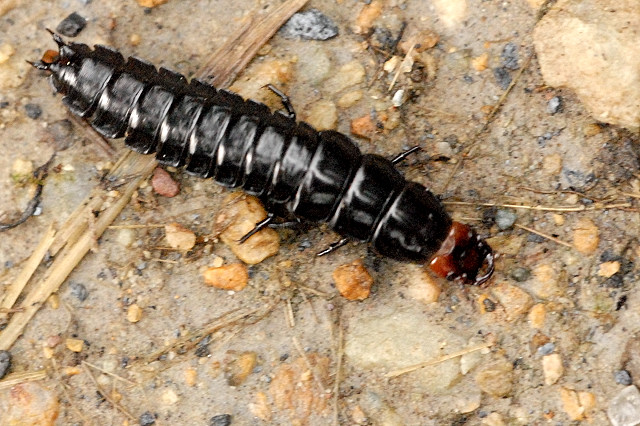
Carabus monilis larva